# Cassano delle Murge

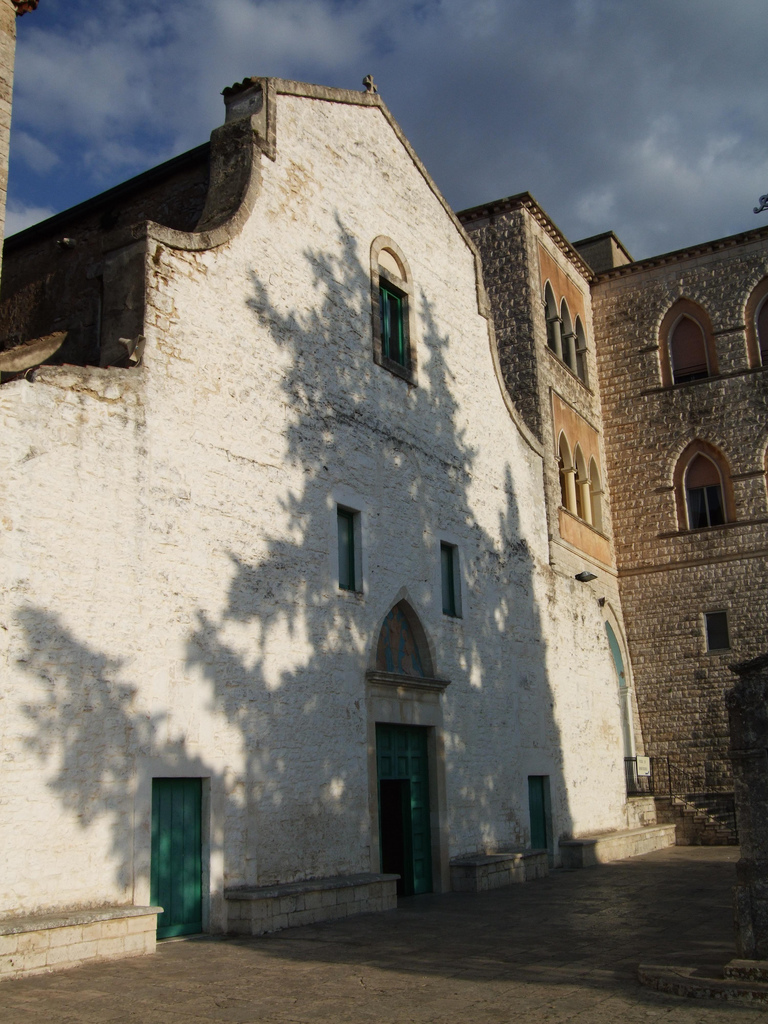
Konvent Maria SS. degli Angeli

Cassano delle Murge ist eine süditalienische Gemeinde (comune) mit 15.083 Einwohnern (Stand 31. Dezember 2023) in der Metropolitanstadt Bari in Apulien. Die Gemeinde liegt innerhalb der Murgia etwa 27 Kilometer südwestlich von Bari und etwa 28 nordöstlich von Matera. Unter Schutz liegt das nahe Waldgebiet Foresta Mercadante (etwa 10 Quadratkilometer [1083 Hektar]).

## Geschichte
Der Name des Ortes, der auf einen Cassius zurückzuführen ist, deutet darauf hin, dass die Ursprünge in einer römischen Siedlung in dem Gebiet der Peuketier zu suchen sind. Durch den Ort führte möglicherweise ein Verbindungsweg zwischen Via Appia und Via Appia Traiana von Bari aus Richtung Tarent.

## Verkehr
Cassano delle Murge liegt etwas abseits der wichtigen Verkehrsadern. Lediglich die Autostrada A14, die Tarent mit Bari und weiter mit den Städten der Adriaküste und der Emilia-Romagna verbindet, ist in etwa sechs Kilometern bei Acquaviva delle Fonti schnell zu erreichen. In Acquaviva liegt auch der nächste Bahnhof an der Bahnstrecke Bari–Tarent.

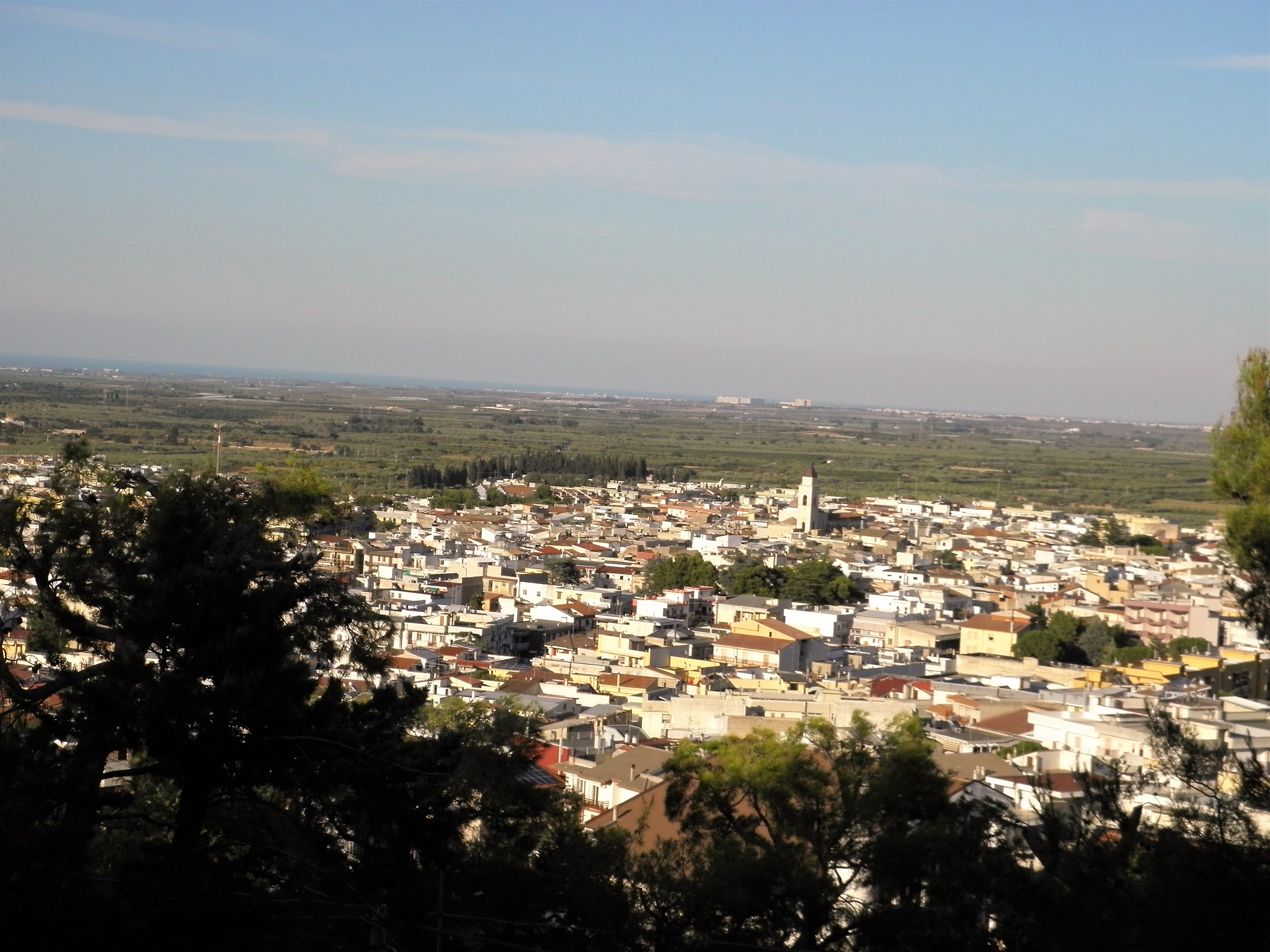
Cassano delle Murge

## Söhne und Töchter der Gemeinde
- Leonardo Sapienza (* 1952), Priester und Schriftsteller
- Anna Rita Del Piano (* 1966), Schauspielerin und Theaterregisseurin

## Belege
1. ↑  Bilancio demografico e popolazione residente per sesso al 31 dicembre 2023. ISTAT. (Bevölkerungsstatistiken des Istituto Nazionale di Statistica, Stand 31. Dezember 2023).